# Grand Ried

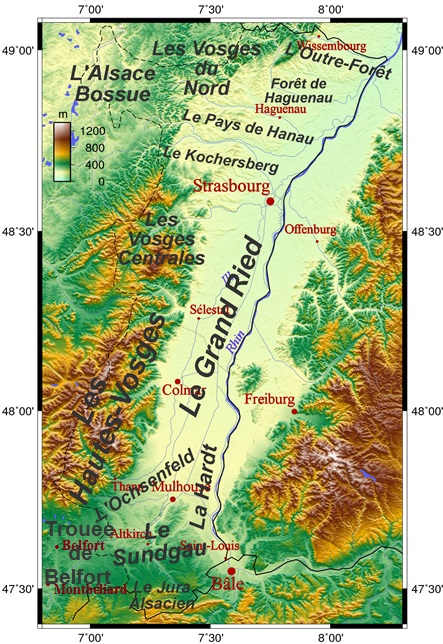
Die Naturregionen des Elsasses

Das Grand Ried, deutsch: Großes Ried, ist Bestandteil des elsässischen Rieds. Es erstreckt sich von Straßburg im Norden über Sélestat bis Colmar im Süden. Im Westen ist das Grand Ried vom Fluss Ill und im Osten vom Rhein begrenzt und wurde durch die Überflutungen der beiden Flüsse geformt. Heutzutage kann der zwischen Deichen eingezwängte Rhein die Sedimente nicht mehr ausbreiten, wie früher.
Die Gemeinde Rhinau weist eine Besonderheit auf: sie besitzt knapp 1000 ha Grundbesitz unmittelbar an der Grenze, allerdings auf bundesdeutschem Gebiet: es handelt sich um das gemeindefreie Gebiet Rheinau. Zahlreiche Baggerseen sind in Betrieb und prägen dadurch die Landschaft des Grand Ried. Der zur Regulierung der Überflutungen des Rheins dienende Polder von Erstein ist seit 1989 ein nationales Naturschutzgebiet.

## Erneuerbare Energien
In Marckolsheim, Rhinau, Gerstheim und auch Straßburg wird die Wasserkraft des Rheins von Frankreich zur Gewinnung von elektrischem Strom genutzt.